# Килобайт
Килоба́йт (сокращённо: Кбайт, Kbyte, KB) — единица измерения количества информации; которая обозначает 103 (1000) байт.

## Международная система единиц
Международная система единиц отвечает за метрическую систему мер, к которой килобайт не относится. Тем не менее в документе «Брошюра СИ» указано, что не рекомендуется использовать приставку «кило-» для обозначения двоичных величин (210), а в случае необходимости рекомендуется использовать наименование кибибайт.
Международная электротехническая комиссия (МЭК) определила понятие килобайт в 1999 году, обозначив его как 103. При этом в случае необходимости обозначения 210 МЭК утвердила, что нужно использовать кибибайт за исключением случаев, когда двоичная размерность указана явно.

## История и другие стандарты
Исторически, а в ряде сфер и поныне (преимущественно для указания объёма памяти с двоичной адресацией, такой, как оперативная память и флеш-память; в операционных системах семейства Windows; в стандарте JEDEC 100B.01 и согласно российскому «Положению о единицах величин» 2009 года) употребляется в значении 1024 (210) байта. Производители запоминающих устройств не с двоичной адресацией (например, жёстких дисков), также называют килобайтом 1000 байт.
В России применение обозначения и правописания Кбайт отражено в Положении о единицах величин, принятом в 2009 году:

Наименование и обозначение единицы количества информации «байт» (1 байт = 8 бит) применяются с двоичными приставками «Кило», «Мега», «Гига», которые соответствуют множителям «210», «220» и «230» (1 Кбайт = 1024 байт, 1 Мбайт = 1024 Кбайт, 1 Гбайт = 1024 Мбайт). Эти приставки пишутся с большой буквы. Допускается применение международного обозначения единицы информации с приставками «K» «M» «G», рекомендованного Международным стандартом Международной электротехнической комиссии МЭК 60027-2 (KB, MB, GB, Kbyte, Mbyte, Gbyte).
— Положение о единицах величин, допускаемых к применению в Российской Федерации. Утверждено Постановлением Правительства РФ от 31 октября 2009 г. № 879
Межгосударственный (СНГ) стандарт ГОСТ 8.417—2002, принятый ранее Положения о единицах величин, в справочном приложении указывает на некорректное применение приставок СИ, но исторически сложившееся.
В качестве графического сокращения наряду с «Кбайт» допускается использование «Кб».
Приказом Федерального агентства по техническому регулированию и метрологии с 1 октября 2016 года в качестве национального стандарта Российской Федерации введён в действие ГОСТ IEC 60027-2-2015 «Обозначения буквенные, применяемые в электротехнике. Часть 2. Электросвязь и электроника», идентичный международному стандарту IEС 60027-2:2005. Согласно этому документу, в Российской Федерации в качестве префиксов для кратных двоичных единиц измерения вводятся обозначения Ки (Ki), Ми (Mi), Ги (Gi), Ти (Ti), Пи (Pi) и т. д.